# 布目貫一
布目 貫一（ぬのめ かんいち、本名同じ、1915年 - 2005年12月14日）は日本のマジシャン。実子は競馬評論家の井崎脩五郎。芸能人キャスティング会社「クロスアイ」代表取締役の布目靖太郎は孫。

## 浪曲奇術
元々浪曲師だったが、1950年代から趣味として始めたマジックを、東宝名人会の席亭の勧めで、「清水次郎長」などの浪曲の節に合わせて扇子、徳利、茶碗、湯呑み、コップ、卵、コインなどを使った「浪曲奇術」（「手妻浪曲」）として売り出す。浪曲奇術は三味線を伴奏に軽妙な口上を述べながら、時々種明かしをして客を喜ばせるというコミックマジックで、布目が開拓した独特の「間（ま）」の芸である。花王名人劇場（1980年7月27日）に出演し、DVD化されている。

## ショップとクラブ講師
その後、東京・神田神保町に手品道具販売店トリックスを開いた。のちに水道橋駅近くの雑居ビルの2階に移転したが、狭い店内には所狭しと手品道具が並べられ、全国から布目を慕うファンが来店した。都内の荻窪マジッククラブ、東京消防庁奇術部、両国、小岩のクラブ、また柏・野田など近郊の多くのクラブから呼ばれて講師を務めた。親しみやすい人柄で、常に見る人を楽しませることをモットーにした。

## 奇術を楽しむ集い
1982年（昭和57年）から毎年5月後半に河口湖の民宿「諏訪路」の大広間で『奇術を楽しむ集い』を主催した。「マジックの愛好者と一晩中マジックを語り明かしたい」と考えた布目が、在京のマジッククラブに呼びかけて始まった集いで、各クラブから出てきた演者がコンテストで競った。集まったご祝儀袋がステージ後ろの壁に張り出されて賞金の一部となった。若き日の藤山新太郎やケン正木、幸条スガヤらの飛び入り参加もあった。また「諏訪路価格」と呼ばれた破格の安さで、手品道具の販売が品物がなくなるまで行われて人気を集めた。通販制度が発達していない時代には限られた機会だった。
大会で舞台の幕のセッティング中に腰を傷め、また腹部大動脈の手術を受けた影響もあり、1998年、水道橋のショップを閉じたあとは、近隣のクラブや訪れるファンに個人レッスンをしていた。
2000年3月、散歩中に踏切で転倒して歩けなくなり活動を縮小、2005年（平成17年）12月14日死去。享年91。
布目が体調を崩した後、彼を慕う有志が「貫門会」を立ち上げ、全国60を超えるクラブが登録され、「奇術を楽しむ集い」は石和温泉に場所を移して今も続いている。